# Río Xianshui
El río Xianshui (en chino, 鲜 水en chino simplificado, 鲜水河; pinyin, Hé Xiānshuǐ) es un largo río centroasiático, el principal afluente del río Yalong, afluente a su vez del río Jinsha (cabecera del río Yangtsé), que discurre por la provincia de Sichuan, en el suroeste de China. Tiene una longitud de 680 km.
El río Xianshui tiene dos fuentes, los ríos Da-chu (en chino, 达 曲) y Nyi-chu (en chino, 泥 曲), en la Prefectura Autónoma Tibetana de Ganzi. Desde la confluencia de los dos ríos en Luhuo, el nombre cambia a río Xianshui (en Luhuo se completó una planta hidroeléctrica en 2009.). Desemboca en el río Yalong, por la izquierda, en su curso alto, en el Yajiang. 